# М-100 «Спектр»
М-100 «Спектр» (она же В-4) — советская шифровальная машина, использовавшаяся во время Второй мировой войны на оперативно-стратегическом уровне.
В начале 1934 года в СССР началась разработка электромеханической шифровальной машины В-4, реализующей шифр гаммирования, предшественницы М-100 «Спектр».
В 1937 году на ленинградском заводе № 209 им. А. А. Кулакова были построены её первые опытные экземпляры (конструктор — И. П. Волосок). Серийное производство началось на заводе в 1938 году. В 1939 году Н. М. Шарыгиным была проведена модернизация шифратора В-4, новая машина получила название М-100 и стала выпускаться параллельно с машиной В-4, начиная с 1940 года.
Шифровальная машина состояла из трёх основных узлов: лентопротяжного механизма с трансмиттером, клавиатуры с контактными группами, приспособления, устанавливаемого на клавиатуру пишущей машинки, и семи дополнительных блоков. Общий вес достигал 141 кг.
Благополучно прошла испытания в 1939 году в боевых условиях на Халхин-Голе.
Всего к началу Великой Отечественной войны на вооружение шифрорганов СССР было принято 96 комплектов М-100.
Шифровальная машина позволила в 5-6 раз по сравнению с ручным способом повысить скорость обработки шифрованных телеграмм, сохраняя при этом гарантированную стойкость передаваемых сообщений (что особенно важно для радиотелеграмм).
Случаи взлома сообщений неизвестны.